# Бриджтон (Міссурі)
Бриджтон (англ. Bridgeton) — місто (англ. city) в США, в окрузі Сент-Луїс штату Міссурі. Населення — 11 445 осіб (2020).

## Географія
Бриджтон розташований за координатами 38°46′24″ пн. ш. 90°25′1″ зх. д. / 38.77333° пн. ш. 90.41694° зх. д. (38.773317, -90.416997).  За даними Бюро перепису населення США в 2010 році місто мало площу 39,48 км², з яких 37,83 км² — суходіл та 1,65 км² — водойми.

## Демографія
Згідно з переписом 2010 року, у місті мешкало 11 550 осіб у 4760 домогосподарствах у складі 2957 родин. Густота населення становила 293 особи/км².  Було 5088 помешкань (129/км²).
Расовий склад населення:
| - 72,4 % — білих - 18,7 % — чорних або афроамериканців - 2,5 % — азіатів - 0,2 % — корінних американців - 4,1 % — осіб інших рас |

До двох чи більше рас належало 2,1 %. Частка іспаномовних становила 6,4 % від усіх жителів.
За віковим діапазоном населення розподілялося таким чином: 19,9 % — особи молодші 18 років, 59,9 % — особи у віці 18—64 років, 20,2 % — особи у віці 65 років та старші. Медіана віку мешканця становила 44,6 року. На 100 осіб жіночої статі у місті припадало 88,7 чоловіків;  на 100 жінок у віці від 18 років та старших — 85,0 чоловіків також старших 18 років.
Середній дохід на одне домашнє господарство  становив 64 044 долари США (медіана — 45 858), а середній дохід на одну сім'ю — 75 321 долар (медіана — 64 836). Медіана доходів становила 48 207 доларів для чоловіків та 42 191 долар для жінок. За межею бідності перебувало 15,1 % осіб, у тому числі 20,7 % дітей у віці до 18 років та 6,2 % осіб у віці 65 років та старших.
Цивільне працевлаштоване населення становило 5296 осіб. Основні галузі зайнятості: освіта, охорона здоров'я та соціальна допомога — 20,9 %, роздрібна торгівля — 11,4 %, науковці, спеціалісти, менеджери — 10,2 %, мистецтво, розваги та відпочинок — 10,2 %.